# Louis Saint-Laurent

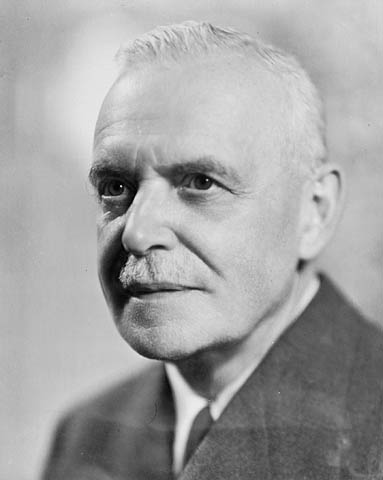
Louis Saint-Laurent

Louis Stephen Saint-Laurent (Compton, Quebec, 1 februari 1882 - Quebec Stad, 25 juli 1973) was een Canadees politicus die tussen 1948 en 1957 minister-president van zijn land was.
Saint-Laurent groeide op in de Franstalige provincie Quebec maar werd tweetalig opgevoed. In 1905 studeerde hij af in de rechten waarna hij een advocatenkantoor opende. Hij gaf tevens les aan de Laval Universiteit en maakte naam voor zichzelf als advocaat.

## Politieke loopbaan
In 1941 werd Saint-Laurent door minister-president William Lyon Mackenzie King gevraagd minister van justitie te worden. Saint-Laurent accepteerde het aanbod en nam vervolgens een jaar later zitting in het Lagerhuis na een by-election (tussentijdse verkiezing) te hebben gewonnen als Liberaal kandidaat in het district Quebec Oost. Als kabinetslid wist hij de in Quebec controversiële wet die de dienstplicht invoerde tijdens de Tweede Wereldoorlog acceptabel te maken. Na de oorlog was hij, samen met Lester Pearson, Canadees delegatielid bij de Conferentie van San Francisco ter oprichting van de Verenigde Naties. Later nam hij als minister van justitie verregaande maatregelen tegen een netwerk van spionnen die staatsgeheimen aan de Sovjet-Unie hadden doorgespeeld.
In 1948 koos de Liberale Partij Saint-Laurent als opvolger van minister-president King nadat deze wegens een verslechterende gezondheid aangaf af te gaan treden. Als minister-president was Saint-Laurent voorstander van de nieuw op te richten Noord-Atlantische Verdragsorganisatie (NAVO), en Canadese deelname aan de Koreaanse Oorlog.
Op het terrein van binnenlandse politiek verstevigde hij de positite van Quebec in de Canadese Confederatie en werd Newfoundland de tiende provincie van Canada. Hij benoemde tevens de eerste gouverneur-generaal van Canada en maakte van het Canadees Hooggerechtshof het hoogste rechtsorgaan van het land. Immigratie werd verder aangemoedigd en sociale voorzieningen uitgebreid.
Saint-Laurents populariteit en een groeiende economie zorgde ervoor dat in zowel 1949 als in 1953 de Liberalen een grote meerderheid wonnen tijdens parlementsverkiezingen die in die jaren werd gehouden.
Na 1953 kwam aan de populariteit van Saint-Laurents regering langzaam aan een einde. Onder meer tijdens de Suezcrisis, waarbij Saint-Laurent zijn afkeur over de Britse en Franse invasie uitsprak terwijl een groot deel van de Canadezen de acties van beide landen steunde, verloor Saint-Laurent veel prestige in eigen land. Zijn economische maatregelen gedurende het midden van de jaren 50, toen de economische groei tot stilstand kwam en de werkloosheid toenam, gaven de leider van de Conservatieve Partij, John Diefenbaker de gelegenheid een felle campagne tegen de Liberalen te voeren tijdens de parlementsverkiezingen die voor 1957 waren uitgeschreven en waarbij de Conservatieven 112 zetels wonnen tegenover 105 voor de Liberalen.
Op 10 juni 1957 trad Saint-Laurent af als minister-president ten gunste van Diefenbaker en na enige maanden als leider van de oppositie te hebben gefungeerd trok hij zich terug uit de politiek. Saint-Laurent overleed in 1973 op 91-jarige leeftijd in Quebec.